# 3832 Shapiro
3832 Shapiro (1981 QJ) là một tiểu hành tinh vành đai chính được phát hiện ngày 30 tháng 8 năm 1981 bởi E. Bowell ở Flagstaff (AM).